# (222) Lucia
(222) Lucia – planetoida z pasa głównego asteroid.

## Odkrycie
Została odkryta 9 lutego 1882 roku w Obserwatorium Uniwersyteckim w Wiedniu przez Johanna Palisę. Nazwa planetoidy pochodzi od Lucii, najmłodszej córki austriackiego polarnika Johanna Nepomuka Grafa Wilczka.

## Orbita
(222) Lucia okrąża Słońce w ciągu 5 lat i 208 dni w średniej odległości 3,14 j.a. Należy do planetoid z rodziny Themis.